# Doris (album)
Doris è il primo album in studio ufficiale del rapper statunitense Earl Sweatshirt, già membro degli Odd Future. Il disco è uscito nel 2013 e segue il suo mixtape Earl, pubblicato quando aveva 16 anni.

## Tracce
1. Pre (featuring SK La' Flare) – 2:52
2. Burgundy (featuring Vince Staples) – 2:07
3. 20 Wave Caps (featuring Domo Genesis) – 2:12
4. Sunday (featuring Frank Ocean) – 3:26
5. Hive (featuring Vince Staples & Casey Veggies) – 4:37
6. Chum – 4:04
7. Sasquatch (featuring Tyler, the Creator) – 2:48
8. Centurion (featuring Vince Staples) – 3:04
9. 523 – 1:32
10. Uncle Al – 0:53
11. Guild (featuring Mac Miller) – 3:54
12. Molasses (featuring RZA) – 2:16
13. Whoa (featuring Tyler, the Creator) – 3:16
14. Hoarse – 3:52
15. Knight (featuring Domo Genesis) – 3:14

## Classifiche
| Classifica (2013) | Posizione raggiunta |
| ----------------- | ------------------- |
| Stati Uniti       | 5                   |